# Liste de mines de charbon au Canada
Voici une liste de mines de charbon situées au Canada, triée par provinces et territoires.
Selon la Coal Association of Canada, il y a 24 mines de charbon au Canada possédant un permis, dont 19 qui sont opérationnelles. La plupart d'entre elles se trouvent en Colombie-Britannique, en Alberta, en Saskatchewan et en Nouvelle-Écosse,.

## Liste

### Alberta
| mine            | permis | gestionnaire                                      | lieu                   | étendue (ha) | références |
| --------------- | ------ | ------------------------------------------------- | ---------------------- | ------------ | ---------- |
| Cheviot         | Oui    | Teck                                              | Edmonton               |              | [ 4 ]      |
| Coal Valley     | Oui    | Westmoreland Coal Company (anciennement Sherritt) | Edson                  |              | [ 4 ]      |
| Genesee Mine    | Oui    | Westmoreland Coal Company (anciennement Sherritt) | Edmonton               |              | [ 4 ]      |
| Grande Cache    | Oui    | Grande Cache Coal                                 | Smokey River Coalfield |              | [ 4 ]      |
| Gregg River     | Oui    | Westmoreland Coal Company (anciennement Sherritt) | Hinton                 |              | [ 4 ]      |
| Highvale Mine   | Oui    | TransAlta and SunHills Mining Partnership         | Edmonton               | 12 600       | [ 4 ]      |
| Obed Mountain   | Oui    | Westmoreland Coal Company (anciennement Sherritt) | Hinton                 |              | [ 4 ]      |
| Paintearth Mine | Oui    | Westmoreland Coal Company (anciennement Sherritt) | Edmonton               |              | [ 4 ]      |
| Palisades       | Non    | Altitudes Resources                               |                        | 4 648        | [ 4 ]      |
| Ryley           | Oui    | Dodds Coal                                        | Edmonton               |              | [ 4 ]      |
| Sheerness Mine  | Oui    | Westmoreland Coal Company (anciennement Sherritt) | Calgary                |              | [ 4 ]      |
| Vista           | Non    | Coalspur                                          | Hinton                 | 10 000       | [ 4 ]      |

### Colombie-Britannique
| mine                                 | permis | gestionnaire                            | lieu                   | étendue (ha) | références |
| ------------------------------------ | ------ | --------------------------------------- | ---------------------- | ------------ | ---------- |
| Arctos                               | Non    | Arctos Anthracite Joint Venture         | Port of Prince Rupert  | 16 411       | [ 5 ]      |
| Basin                                | Non    | Coalmont Energy Corp                    | Princeton              |              | [ 5 ]      |
| Belcourt                             | Non    | Walter Energy's Canadian Operations     | Chetwynd/Tumbler Ridge |              | [ 5 ]      |
| Bingay                               | Non    | Centermount Coal Limited                | Elford                 |              | [ 5 ]      |
| Brule Mine                           | Oui    | Walter Energy Inc.                      | Chetwynd               |              | [ 5 ]      |
| Carbon Creek                         | Non    | Cardero Resource Corp.                  | Hudson's Hope          |              | [ 5 ]      |
| Coal Creek                           | Non    | Crows Nest Pass Coal Mining             | Elk Valley             |              | [ 5 ]      |
| Coal Mountain Mine                   | Oui    | Teck                                    | Sparwood               | 3 000        | [ 5 ]      |
| Crown Mountain                       | Non    | Jameson Resources                       | Elk Valley             |              | [ 5 ]      |
| Echo Hill                            | Non    | Hillsborough Resources                  | Tumbler Ridge          |              | [ 5 ]      |
| Mine Elkview                         | Oui    | Teck                                    | Sparwood               | 27 100       | [ 5 ]      |
| Mine de Fording River                | Oui    | Teck                                    | Elkford                | 23 000       | [ 5 ]      |
| Gething                              | Non    | CKD Mines                               | Hudson's Hope          |              | [ 5 ]      |
| Greenhills Mine                      | Oui    | Teck                                    | Elkford                | 11 800       | [ 5 ]      |
| Groundhog                            | Non    | Atrum Coal                              | Port of Prince Rupert  |              | [ 5 ]      |
| Huguenot                             | Non    | Colonial Coal International Corporation | Quintette              |              | [ 5 ]      |
| Line Creek Mine                      | Oui    | Teck                                    | Sparwood               | 8 200        | [ 5 ]      |
| Marten-Wheeler                       | Non    | Teck                                    | Elk Valley             |              | [ 5 ]      |
| Mt. Hudette/Brazion                  | Non    | Walter Energy's Canadian Operations     | Chetwynd/Tumbler Ridge |              | [ 5 ]      |
| Murray River                         | Non    | HD Mining (en)                          | Tumbler Ridge          |              | [ 5 ]      |
| Quinsam Mine                         | Oui    | Hillsborough Resources                  | Campbell River         |              | [ 5 ]      |
| Quintette Mine Project               | Non    | Teck                                    | Tumbler Ridge          |              | [ 5 ]      |
| projet de mine de charbon Raven (en) | Non    | Compliance Energy Corporation           | Nanaimo                | 3 100        | [ 5 ]      |
| Roman Mountain                       | Oui    | Anglo American                          |                        |              | [ 5 ]      |
| Saxon                                | Non    | Walter Energy's Canadian Operations     | Chetwynd/Tumbler Ridge |              | [ 5 ]      |
| Sukunka Coal Mine Project            | Non    | Xstrata Coal Canada                     | Tumbler Ridge          |              | [ 5 ]      |
| Suska Coal Mine Project              | Non    | Xstrata Coal Canada                     |                        |              | [ 5 ]      |
| Trend Mine                           | Oui    | Anglo American                          | Tumbler Ridge          |              | [ 5 ]      |
| Willow Creek Mine                    | Oui    | Walter Energy Inc.                      | Chetwyd                |              | [ 5 ]      |
| Wolverine Mine                       | Oui    | Walter Energy Inc.                      | Tumbler Ridge          |              | [ 5 ]      |

### Nouvelle-Écosse
| mine                               | permis | gestionnaire                | lieu                                  | étendue (ha) | références |
| ---------------------------------- | ------ | --------------------------- | ------------------------------------- | ------------ | ---------- |
| Donkin Coal Mine                   | Non    | Morien Resource Corporation | Donkin (en), Comté de Cap-Breton      |              | [ 6 ]      |
| Point Aconi Surface Coal Mine (en) | Oui    | Pioneer Coal Limited (en)   | Point Aconi (en), Comté de Cap-Breton |              | [ 6 ]      |
| Stellarton Surface Coal Mine (en)  | Oui    | Pioneer Coal Limited (en)   | Stellarton, Comté de Pictou           |              | [ 6 ]      |

### Nunavut
| mine             | permis | gestionnaire     | lieu   | étendue (ha) | références |
| ---------------- | ------ | ---------------- | ------ | ------------ | ---------- |
| Fosheim Property | Non    | Canada Coal Inc. | Eureka |              | [ 7 ]      |

### Saskatchewan
| mine              | permis | gestionnaire                                      | lieu       | étendue (ha) | références |
| ----------------- | ------ | ------------------------------------------------- | ---------- | ------------ | ---------- |
| Bienfair Mine     | Oui    | Westmoreland Coal Company (anciennement Sherritt) | Estevan    |              | [ 8 ]      |
| Border Mine       | Non    | GoldSource Mines                                  | Hudson Bay |              | [ 8 ]      |
| Boundary Dam      | Oui    | Westmoreland Coal Company (anciennement Sherritt) | Estevan    |              | [ 8 ]      |
| Poplar River Mine | Oui    | Westmoreland Coal Company (anciennement Sherritt) | Estevan    |              | [ 8 ]      |

### Yukon
| mine              | permis | gestionnaire         | lieu       | étendue (ha) | références |
| ----------------- | ------ | -------------------- | ---------- | ------------ | ---------- |
| Division Mountain | Non    | Pitchblack Resources | Whitehorse |              | [ 9 ]      |